# فيولا ريدجو كالابريا
فيولا ريدجو كالابريا (بالإيطالية: Viola Reggio Calabria)‏ هو فريق كرة سلة إيطالي تأسس في سنة 1966 يقع في ريدجو كالابريا، إيطاليا. لعب في ليغا باسكيت الدرجة الأولى.

## أبرز اللاعبين
من أبرز اللاعبين الذين لعبوا معه:
- نيكولا مازارينو
- كارلوس دلفينو
- لياندرو بالادينو
- اليخاندرو مونتيكتشيا
- مانو جينوبيلي
- ويندل ألكسيس
- جو براينت

## وصلات خارجية
- الموقع الرسمي